# Taman Firdaus
Taman Firdaus is een bestuurslaag in het regentschap Bener Meriah van de provincie Atjeh, Indonesië. Taman Firdaus telt 196 inwoners (volkstelling 2010).